# Selección de fútbol de Dominica
La selección de fútbol de Dominica es el representativo nacional de este país. Es controlada por la Federación de Fútbol de Dominica, perteneciente a la Concacaf.

## Historia

### Inicios
Dominica habría jugado su primer cotejo internacional en 1932, ante el seleccionado de Martinica, partido que acabó con una victoria 1:0. En la década del '40 participó en la Coupe des Caraibes 1948, torneo regional antecesor de la actual Copa del Caribe, donde se inclinó dos veces ante Martinica: 5:0 en Fort de France y 0:6 en Basseterre, el 16 de diciembre de 1948.
En las décadas del '60 y '70 disputó varias ediciones del Windward Islands Tournament (Torneo de las Islas de Barlovento) donde se midió ante sus vecinas de San Vicente y las Granadinas, Granada y Santa Lucía. En la década del '80 participó regularmente en las rondas de clasificación del Campeonato de la CFU, aunque sin poder acceder a la fase final.

### Años 1990

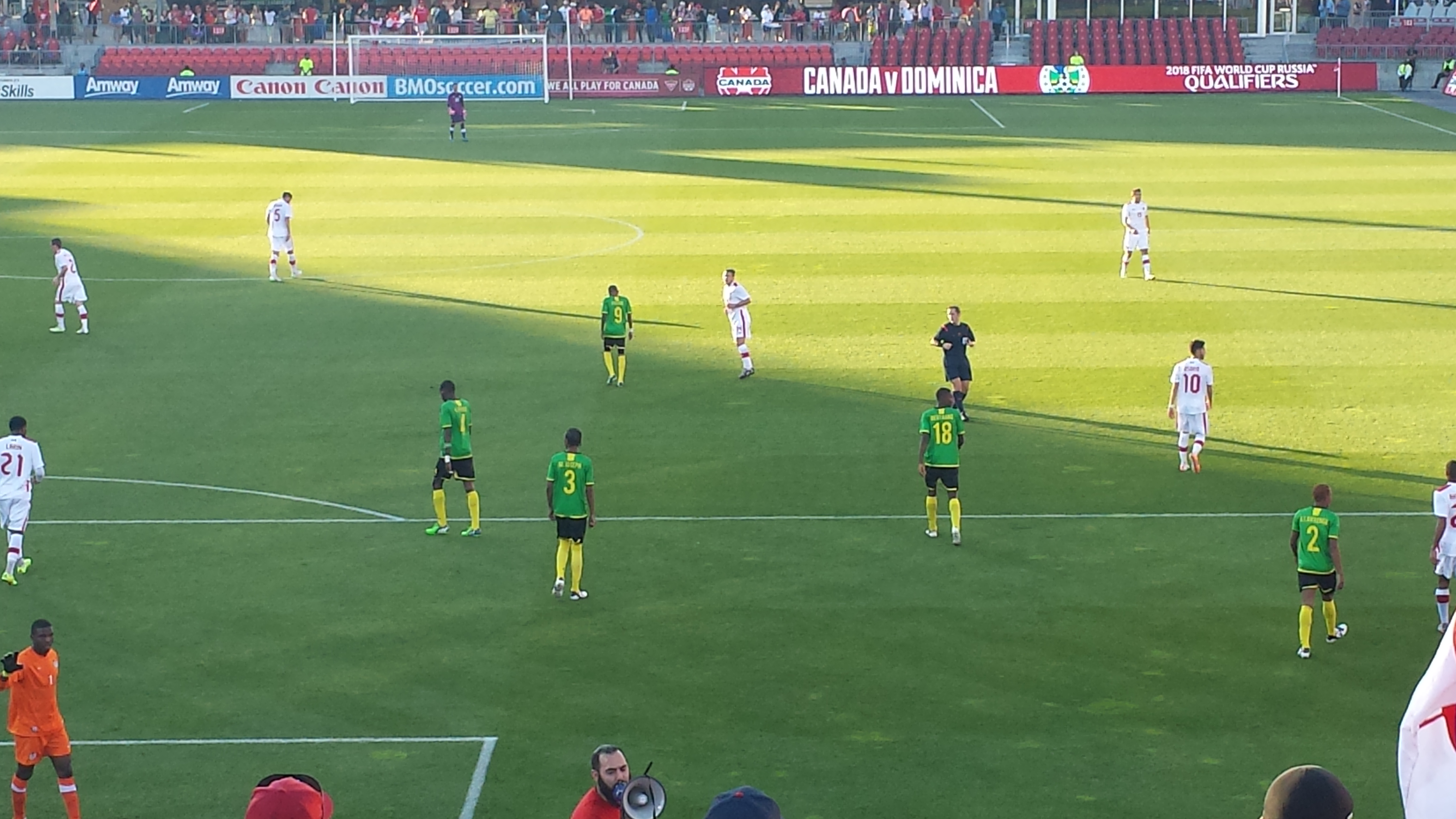
Canadá vs. Dominica el en el BMO Field durante la Eliminatoria a Rusia 2018.

Luego de la creación de la Copa del Caribe, en 1989, Dominica recién pudo clasificarse a la fase de grupos en la edición de 1994. No pudo superar la primera fase, después de caer ante el local Trinidad y Tobago por 5:0 y Guadalupe por 0:4. Tan solo pudo empatar 1:1 con Barbados, el 10 de abril de 1994. Cuatro años más tarde, regresó al torneo regional en 1998, siendo nuevamente eliminada en la primera ronda, esta vez con tres derrotas ante Martinica (1:5), Antigua y Barbuda (1:2) y Trinidad y Tobago (8:0). Dominica no ha logrado retornar a la fase final de la Copa del Caribe desde esa edición.
Dominica participó por primera vez a una eliminatoria mundialista, en 1996, con motivo del torneo preliminar a Francia 1998, superando en primera ronda a Antigua y Barbuda (3:3 en Roseau y 1:3 en St. John's) antes de inclinarse en la segunda fase a manos de Barbados (0:1 tanto en Roseau como en Bridgetown).

### Años 2000
En las clasificatorias a Corea-Japón 2002, los Pericos sucumbieron ante Haití que se impuso con un resultado global de 7:1 (4:0 en Puerto Príncipe y 1:3 en Roseau). Para las eliminatorias rumbo a Alemania 2006, después de apear a Bahamas con un resultado global de 4:2, los dominiqueses se enfrentaron a la selección de México que los aplastó por 10:0 en San Antonio, Texas, el 19 de junio de 2004, convirtiéndose en la peor derrota de su historia. Ocho días después, volvieron a inclinarse en Aguascalientes por 8:0, despidiéndose con un terrible resultado acumulado de 18:0 en contra. La década terminaría con una eliminación a manos de Barbados, tal como ocurriera en 1996, esta vez en el marco de las clasificatorias a Sudáfrica 2010 (1:1 en Roseau y 0:1 en Bridgetown).

### A partir de 2010
El 15 de octubre de 2010, Dominica consiguió la mayor victoria de su historia, al golear por 10:0 a Islas Vírgenes Británicas - con 5 goles del ariete Kurlson Benjamin - en la primera ronda eliminatoria de la Copa del Caribe 2010. Al año siguiente, iniciado el torneo de clasificación rumbo a Brasil 2014, Dominica se vio encuadrada en el grupo C de la segunda ronda junto a Panamá y Nicaragua. Perdió sus cuatro encuentros, sin poder marcar un gol y encajando 11 en contra.
El 19 de abril de 2013, la selección dominiquesa se vio enlutada por un accidente automovilístico que costó la vida del entonces director técnico, Kurt Hector, y del jugador Norran Jno Hope.

## Últimos y próximos encuentros
Actualizado al último partido jugado el 10 de junio de 2025
| Fecha      | Ciudad              | Local               | Resultado | Visitante           | Competición                     |
| ---------- | ------------------- | ------------------- | --------- | ------------------- | ------------------------------- |
| 05-05-2024 | Kingstown           | San Vicente y Grnd. | 2:0       | Dominica            | Partido amistoso                |
| 05-06-2024 | Ciudad de Guatemala | Guatemala           | 6:0       | Dominica            | Clasificación Copa Mundial 2026 |
| 08-06-2024 | Roseau              | Dominica            | 2:3       | Jamaica             | Clasificación Copa Mundial 2026 |
| 07-09-2024 | Piggotts            | Antigua y Barbuda   | 1:2       | Dominica            | Liga Naciones Concacaf 24/25    |
| 10-09-2024 | Piggotts            | Dominica            | 0:2       | Rep. Dominicana     | Liga Naciones Concacaf 24/25    |
| 12-10-2024 | Hamilton            | Bermudas            | 6:1       | Dominica            | Liga Naciones Concacaf 24/25    |
| 15-10-2024 | Devonshire          | Dominica            | 2:3       | Bermudas            | Liga Naciones Concacaf 24/25    |
| 16-11-2024 | Santiago            | Rep. Dominicana     | 6:1       | Dominica            | Liga Naciones Concacaf 24/25    |
| 19-11-2024 | Santiago            | Dominica            | 0:0       | Antigua y Barbuda   | Liga Naciones Concacaf 24/25    |
| 08-05-2025 | Saint Joseph        | Dominica            | 0:0       | Barbados            | Partido amistoso                |
| 11-05-2025 | Roseau              | Dominica            | 0:0       | Barbados            | Partido amistoso                |
| 04-06-2025 | Roseau              | Dominica            | 3:0       | I. Virg. Británicas | Clasificación Copa Mundial 2026 |
| 10-06-2025 | Santo Domingo       | Rep. Dominicana     | 5:0       | Dominica            | Clasificación Copa Mundial 2026 |

## Estadísticas

### Copa Mundial de Fútbol
| Copa Mundial de Fútbol | Copa Mundial de Fútbol  | Copa Mundial de Fútbol  | Copa Mundial de Fútbol  | Copa Mundial de Fútbol  | Copa Mundial de Fútbol  | Copa Mundial de Fútbol  | Copa Mundial de Fútbol  |
| Año                    | Ronda                   | J                       | G                       | E                       | P                       | GF                      | GC                      |
| ---------------------- | ----------------------- | ----------------------- | ----------------------- | ----------------------- | ----------------------- | ----------------------- | ----------------------- |
| 1930                   | No existía la selección | No existía la selección | No existía la selección | No existía la selección | No existía la selección | No existía la selección | No existía la selección |
| 1934 - 1994            | No participó            | No participó            | No participó            | No participó            | No participó            | No participó            | No participó            |
| 1998                   | No clasificó            | No clasificó            | No clasificó            | No clasificó            | No clasificó            | No clasificó            | No clasificó            |
| 2002                   | No clasificó            | No clasificó            | No clasificó            | No clasificó            | No clasificó            | No clasificó            | No clasificó            |
| 2006                   | No clasificó            | No clasificó            | No clasificó            | No clasificó            | No clasificó            | No clasificó            | No clasificó            |
| 2010                   | No clasificó            | No clasificó            | No clasificó            | No clasificó            | No clasificó            | No clasificó            | No clasificó            |
| 2014                   | No clasificó            | No clasificó            | No clasificó            | No clasificó            | No clasificó            | No clasificó            | No clasificó            |
| 2018                   | No clasificó            | No clasificó            | No clasificó            | No clasificó            | No clasificó            | No clasificó            | No clasificó            |
| 2022                   | No clasificó            | No clasificó            | No clasificó            | No clasificó            | No clasificó            | No clasificó            | No clasificó            |
| 2026                   | No clasificó            | No clasificó            | No clasificó            | No clasificó            | No clasificó            | No clasificó            | No clasificó            |
| 2030                   | Por disputarse          | Por disputarse          | Por disputarse          | Por disputarse          | Por disputarse          | Por disputarse          | Por disputarse          |
| Total                  | 0/23                    | -                       | -                       | -                       | -                       | -                       | -                       |

### Copa de Oro de la Concacaf
| Copa de Oro de la Concacaf | Copa de Oro de la Concacaf | Copa de Oro de la Concacaf | Copa de Oro de la Concacaf | Copa de Oro de la Concacaf | Copa de Oro de la Concacaf | Copa de Oro de la Concacaf | Copa de Oro de la Concacaf |
| Año                        | Ronda                      | J                          | G                          | E                          | P                          | GF                         | GC                         |
| -------------------------- | -------------------------- | -------------------------- | -------------------------- | -------------------------- | -------------------------- | -------------------------- | -------------------------- |
| 1963 - 1991                | No participó               | No participó               | No participó               | No participó               | No participó               | No participó               | No participó               |
| 1993                       | No clasificó               | No clasificó               | No clasificó               | No clasificó               | No clasificó               | No clasificó               | No clasificó               |
| 1996                       | No clasificó               | No clasificó               | No clasificó               | No clasificó               | No clasificó               | No clasificó               | No clasificó               |
| 1998                       | No clasificó               | No clasificó               | No clasificó               | No clasificó               | No clasificó               | No clasificó               | No clasificó               |
| 2000                       | No clasificó               | No clasificó               | No clasificó               | No clasificó               | No clasificó               | No clasificó               | No clasificó               |
| 2002                       | No clasificó               | No clasificó               | No clasificó               | No clasificó               | No clasificó               | No clasificó               | No clasificó               |
| 2003                       | Se retiró                  | Se retiró                  | Se retiró                  | Se retiró                  | Se retiró                  | Se retiró                  | Se retiró                  |
| 2005                       | No clasificó               | No clasificó               | No clasificó               | No clasificó               | No clasificó               | No clasificó               | No clasificó               |
| 2007                       | No clasificó               | No clasificó               | No clasificó               | No clasificó               | No clasificó               | No clasificó               | No clasificó               |
| 2009                       | No clasificó               | No clasificó               | No clasificó               | No clasificó               | No clasificó               | No clasificó               | No clasificó               |
| 2011                       | No clasificó               | No clasificó               | No clasificó               | No clasificó               | No clasificó               | No clasificó               | No clasificó               |
| 2013                       | No clasificó               | No clasificó               | No clasificó               | No clasificó               | No clasificó               | No clasificó               | No clasificó               |
| 2015                       | No clasificó               | No clasificó               | No clasificó               | No clasificó               | No clasificó               | No clasificó               | No clasificó               |
| 2017                       | No clasificó               | No clasificó               | No clasificó               | No clasificó               | No clasificó               | No clasificó               | No clasificó               |
| 2019                       | No clasificó               | No clasificó               | No clasificó               | No clasificó               | No clasificó               | No clasificó               | No clasificó               |
| 2021                       | No clasificó               | No clasificó               | No clasificó               | No clasificó               | No clasificó               | No clasificó               | No clasificó               |
| 2023                       | No clasificó               | No clasificó               | No clasificó               | No clasificó               | No clasificó               | No clasificó               | No clasificó               |
| 2025                       | No clasificó               | No clasificó               | No clasificó               | No clasificó               | No clasificó               | No clasificó               | No clasificó               |
| Total                      | 0/28                       | -                          | -                          | -                          | -                          | -                          | -                          |

### Liga de Naciones de la Concacaf
| Liga de Naciones de la Concacaf | Liga de Naciones de la Concacaf | Liga de Naciones de la Concacaf | Liga de Naciones de la Concacaf | Liga de Naciones de la Concacaf | Liga de Naciones de la Concacaf | Liga de Naciones de la Concacaf | Liga de Naciones de la Concacaf | Liga de Naciones de la Concacaf | Liga de Naciones de la Concacaf |
| Año                             | L                               | G                               | Ronda                           | J                               | G                               | E                               | P                               | GF                              | GC                              |
| ------------------------------- | ------------------------------- | ------------------------------- | ------------------------------- | ------------------------------- | ------------------------------- | ------------------------------- | ------------------------------- | ------------------------------- | ------------------------------- |
| 2019-20                         | B                               | D                               | Cuarto lugar                    | 6                               | 1                               | 0                               | 5                               | 3                               | 14                              |
| 2022-23                         | C                               | C                               | Tercer lugar                    | 4                               | 0                               | 2                               | 2                               | 2                               | 5                               |
| 2023-24                         | C                               | C                               | Primer lugar                    | 4                               | 3                               | 1                               | 0                               | 8                               | 2                               |
| 2024-25                         | B                               | D                               | Tercer lugar                    | 6                               | 1                               | 1                               | 4                               | 16                              | 8                               |
| Total                           | Total                           | Total                           | 4/4                             | 20                              | 5                               | 4                               | 11                              | 29                              | 29                              |

## Torneos regionales de la CFU

### Copa de Naciones de la CFU
| Copa de Naciones de la CFU | Copa de Naciones de la CFU | Copa de Naciones de la CFU | Copa de Naciones de la CFU | Copa de Naciones de la CFU | Copa de Naciones de la CFU | Copa de Naciones de la CFU | Copa de Naciones de la CFU |
| Año                        | Ronda                      | J                          | G                          | E                          | P                          | GF                         | GC                         |
| -------------------------- | -------------------------- | -------------------------- | -------------------------- | -------------------------- | -------------------------- | -------------------------- | -------------------------- |
| 1978                       | No participó               | No participó               | No participó               | No participó               | No participó               | No participó               | No participó               |
| 1979                       | No participó               | No participó               | No participó               | No participó               | No participó               | No participó               | No participó               |
| 1981                       | No clasificó               | No clasificó               | No clasificó               | No clasificó               | No clasificó               | No clasificó               | No clasificó               |
| 1983                       | No clasificó               | No clasificó               | No clasificó               | No clasificó               | No clasificó               | No clasificó               | No clasificó               |
| 1985                       | No clasificó               | No clasificó               | No clasificó               | No clasificó               | No clasificó               | No clasificó               | No clasificó               |
| 1988                       | No clasificó               | No clasificó               | No clasificó               | No clasificó               | No clasificó               | No clasificó               | No clasificó               |
| Total                      | 0/6                        | -                          | -                          | -                          | -                          | -                          | -                          |

### Copa del Caribe
| Copa del Caribe | Copa del Caribe | Copa del Caribe | Copa del Caribe | Copa del Caribe | Copa del Caribe | Copa del Caribe | Copa del Caribe |
| Año             | Ronda           | J               | G               | E               | P               | GF              | GC              |
| --------------- | --------------- | --------------- | --------------- | --------------- | --------------- | --------------- | --------------- |
| 1989            | No clasificó    | No clasificó    | No clasificó    | No clasificó    | No clasificó    | No clasificó    | No clasificó    |
| 1990            | No clasificó    | No clasificó    | No clasificó    | No clasificó    | No clasificó    | No clasificó    | No clasificó    |
| 1991            | No clasificó    | No clasificó    | No clasificó    | No clasificó    | No clasificó    | No clasificó    | No clasificó    |
| 1992            | No clasificó    | No clasificó    | No clasificó    | No clasificó    | No clasificó    | No clasificó    | No clasificó    |
| 1993            | No clasificó    | No clasificó    | No clasificó    | No clasificó    | No clasificó    | No clasificó    | No clasificó    |
| 1994            | Fase de grupos  | 3               | 0               | 1               | 2               | 1               | 11              |
| 1995            | No clasificó    | No clasificó    | No clasificó    | No clasificó    | No clasificó    | No clasificó    | No clasificó    |
| 1996            | No clasificó    | No clasificó    | No clasificó    | No clasificó    | No clasificó    | No clasificó    | No clasificó    |
| 1997            | No clasificó    | No clasificó    | No clasificó    | No clasificó    | No clasificó    | No clasificó    | No clasificó    |
| 1998            | Fase de grupos  | 3               | 0               | 0               | 3               | 2               | 15              |
| 1999            | No clasificó    | No clasificó    | No clasificó    | No clasificó    | No clasificó    | No clasificó    | No clasificó    |
| 2001            | No clasificó    | No clasificó    | No clasificó    | No clasificó    | No clasificó    | No clasificó    | No clasificó    |
| 2005            | No clasificó    | No clasificó    | No clasificó    | No clasificó    | No clasificó    | No clasificó    | No clasificó    |
| 2007            | No clasificó    | No clasificó    | No clasificó    | No clasificó    | No clasificó    | No clasificó    | No clasificó    |
| 2008            | No clasificó    | No clasificó    | No clasificó    | No clasificó    | No clasificó    | No clasificó    | No clasificó    |
| 2010            | No clasificó    | No clasificó    | No clasificó    | No clasificó    | No clasificó    | No clasificó    | No clasificó    |
| 2012            | No clasificó    | No clasificó    | No clasificó    | No clasificó    | No clasificó    | No clasificó    | No clasificó    |
| 2014            | No clasificó    | No clasificó    | No clasificó    | No clasificó    | No clasificó    | No clasificó    | No clasificó    |
| 2016            | No clasificó    | No clasificó    | No clasificó    | No clasificó    | No clasificó    | No clasificó    | No clasificó    |
| Total           | 2/19            | 6               | 0               | 1               | 5               | 3               | 26              |

## Jugadores

### Última convocatoria
Lista de jugadores para disputar la eliminatoria a Catar 2022 ante  Panamá y  República Dominicana el 24 y 28 de marzo de 2021.
| No. | Pos. | Jugador            | Fecha de nacimiento (edad)         | Apa. | Goles | Club                      |
| --- | ---- | ------------------ | ---------------------------------- | ---- | ----- | ------------------------- |
|     | POR  | Glenson Prince     | 17 de septiembre de 1987 (37 años) | 63   | 0     | Phare Petit-Canal         |
|     | POR  | Dion Laurent       | 27 de diciembre de 1990 (34 años)  | 1    | 0     | Middleham United          |
|     | POR  | Tafari Elie        | 16 de diciembre de 1999 (25 años)  | 0    | 0     | Harlem United             |
|     |      |                    |                                    |      |       |                           |
|     | DEF  | Malcolm Joseph     | 10 de octubre de 1993 (31 años)    | 42   | 1     | Portsmouth Bombers        |
|     | DEF  | Euclid Bertrand    | 23 de julio de 1974 (50 años)      | 31   | 0     | Dublanc                   |
|     | DEF  | Sidney Lockhart    | 8 de marzo de 1996 (29 años)       | 25   | 0     | Morvant Caledonia United  |
|     | DEF  | Erskim Williams    | 21 de octubre de 1994 (30 años)    | 15   | 0     | Portsmouth Bombers        |
|     | DEF  | Gylles Mitchel     | 16 de diciembre de 1997 (27 años)  | 8    | 0     | Louisiana State Generals  |
|     | DEF  | Ajaya Royer        | 4 de septiembre de 1997 (27 años)  | 8    | 0     | Dublanc                   |
|     |      |                    |                                    |      |       |                           |
|     | MED  | Chad Bertrand      | 19 de diciembre de 1986 (38 años)  | 46   | 4     | Solidarité Scolaire       |
|     | MED  | Briel Thomas       | 25 de noviembre de 1994 (30 años)  | 37   | 3     | W Connection              |
|     | MED  | Travist Joseph     | 23 de mayo de 1994 (31 años)       | 25   | 2     | Dublanc                   |
|     | MED  | Kelrick Walter     | 6 de noviembre de 1989 (35 años)   | 22   | 3     | Bath Estate               |
|     | MED  | Anfernee Frederick | 23 de enero de 1996 (29 años)      | 21   | 2     | Bath Estate               |
|     | MED  | Javid George       | 14 de junio de 1998 (27 años)      | 14   | 0     | Sagicor South East United |
|     | MED  | Arlington Fritz    | 2 de diciembre de 1990 (34 años)   | 6    | 0     | Dublanc                   |
|     | MED  | Kassim Peltier     | 7 de septiembre de 1998 (26 años)  | 3    | 0     | Harlem United             |
|     | MED  | Fitz Jolly         | 16 de marzo de 1999 (26 años)      | 1    | 0     | Bath Estate               |
|     |      |                    |                                    |      |       |                           |
|     | DEL  | Julian Wade        | 12 de julio de 1990 (34 años)      | 42   | 17    | Solidarité Scolaire       |
|     | DEL  | Randolph Peltier   | 16 de septiembre de 1982 (42 años) | 20   | 4     | Pointe Michel FC          |
|     | DEL  | Jamie Parillon     | 10 de diciembre de 1994 (30 años)  | 12   | 0     | Portsmouth Bombers        |
|     | DEL  | Audel Laville      | 14 de septiembre de 2002 (22 años) | 6    | 1     | Harlem United             |
|     | DEL  | Darryl Longdon     | 8 de noviembre de 2000 (24 años)   | 1    | 0     | FC Tucson                 |

## Entrenadores
- Clifford Celaire (1996)[10]
- Helmut Kosmehl (2000)[11]
- Dick Howard (2000)[11]
- Don Leogal (2004)[12]
- Christopher Erickson (2008)
- Kurt Hector (2013)[13]
- Ronnie Gustave (2013–2014)
- Shane Marshall (2016)[14]
- Rajesh Latchoo (2017–2022)[15]
- Ellington Sabin (2022-presente)[1]